# Liste der Einträge im National Register of Historic Places im Hempstead County
Die Liste der Registered Historic Places im Hempstead County führt alle Bauwerke und historischen Stätten im Hempstead County in Arkansas auf, die in das National Register of Historic Places aufgenommen wurden.

## Aktuelle Einträge
| Lfd. Nr. | Name                                                            | Bild | Datum der Eintragung | Adresse/Lage                                                                                          | Ort            | ID-Nr.   | Beschreibung |
| -------- | --------------------------------------------------------------- | ---- | -------------------- | --- | -------------- | -------- | ------------ |
| 1        | Bill Clinton Birthplace                                         |      | 19. Mai 1994         | 117 S. Hervey St.                                                                                     | Hope           | 94000472 |              |
| 2        | Brundidge Building                                              |      | 27. März 1990        | W. Second St.                                                                                         | Hope           | 90000431 |              |
| 3        | Columbus Presbyterian Church                                    |      | 17. Nov. 1982        | AR 73                                                                                                 | Columbus       | 82000823 |              |
| 4        | Confederate State Capitol                                       |      | 19. Mai 1972         | Main St.                                                                                              | Washington     | 72000203 |              |
| 5        | Dooley’s Ferry Fortifications Historic District                 |      | 22. Sep. 2004        | Adresse Verschlusssache                                                                               | Spring Hill    | 04001031 |              |
| 6        | Dr. Thomas S. Jacques House                                     |      | 3. Nov. 1989         | NW of McCaskill                                                                                       | McCaskill      | 89001940 |              |
| 7        | E. S. Greening House                                            |      | 9. Juli 1987         | 707 E. Division St.                                                                                   | Hope           | 87001147 |              |
| 8        | Ethridge House                                                  |      | 1. Dez. 1993         | 511 N. Main St.                                                                                       | Hope           | 93001259 |              |
| 9        | Foster House                                                    |      | 22. Dez. 1982        | 303 N. Hervey St.                                                                                     | Hope           | 82000825 |              |
| 10       | Foster House                                                    |      | 5. Juni 1991         | 420 S. Spruce St.                                                                                     | Hope           | 91000683 |              |
| 11       | Goodlett Gin                                                    |      | 17. Jan. 1975        | 799 Franklin St.                                                                                      | Washington     | 75000387 |              |
| 12       | Grandison D. Royston House                                      |      | 21. Juni 1971        | Alexander St., südwestlich der Columbus St.                                                           | Washington     | 71000124 |              |
| 13       | Hempstead County Courthouse                                     |      | 19. Mai 1994         | nordwestliche Ecke von 5th St. und Washington St.                                                     | Hope           | 94000442 |              |
| 14       | Hope Historic Commercial District                               |      | 28. Juli 1995        | grob begrenzt durch die Bahnstrecke der Union Pacific Railroad, Louisiana St., 3rd St. und Walnut St. | Hope           | 95000905 |              |
| 15       | McRae House                                                     |      | 22. Dez. 1982        | 1113 E. 3rd St.                                                                                       | Hope           | 82000826 |              |
| 16       | Missouri-Pacific Railroad Depot-Hope                            |      | 11. Juni 1992        | nördlich der Kreuzung von E. Division St. und Main St.                                                | Hope           | 92000610 |              |
| 17       | Nesburt T. Ruggles House                                        |      | 9. Dez. 1994         | Ostseite der AR 32, südöstlich von Shover Springs                                                     | Shover Springs | 94001463 |              |
| 18       | North Elm Street Historic District                              |      | 28. Juli 1995        | grob begrenzt durch die Bahngleise der Union Pacific RR tracks, Hervey St., G Ave. und Hazel St.      | Hope           | 95000904 |              |
| 19       | North Washington Street Historic District                       |      | 28. Juli 1995        | Ostseite der N. Washington St., zwischen B St. und E St.                                              | Hope           | 95000903 |              |
| 20       | Oak Grove Missionary Baptist Church                             |      | 29. Mai 2003         | Cty Rd. 16                                                                                            | Blevins        | 03000463 |              |
| 21       | Southwestern Proving Ground Airport Historic District           |      | 10. Juni 1999        | Hope Municipal Airport, Airport Rd.                                                                   | Hope           | 99000230 |              |
| 22       | Southwestern Proving Ground Building No. 129                    |      | 29. Jan. 2009        | 195 Hempstead Co. Rd. 279                                                                             | Hope           | 08001373 |              |
| 23       | Southwestern Proving Ground Building No. 4                      |      | 22. Jan. 2009        | 259 Hempstead Co. Rd. 279                                                                             | Hope           | 08001339 |              |
| 24       | Southwestern Proving Ground Building No. 5                      |      | 21. Jan. 2010        | 259 Hempstead Co. Rd. 279                                                                             | Hope           | 09001247 |              |
| 25       | Southwestern Proving Ground Officers Quarters Historic District |      | 8. Juli 2008         | 359-383 Oakhaven                                                                                      | Oakhaven       | 08000437 |              |
| 26       | St. Mark’s Episcopal Church                                     |      | 6. Mai 1976          | 3rd and Elm Sts.                                                                                      | Hope           | 76000414 |              |
| 27       | Ward-Jackson House                                              |      | 14. Sep. 1989        | 122 N. Louisiana                                                                                      | Hope           | 89001421 |              |
| 28       | Washington Confederate Monument                                 |      | 6. Dez. 1996         | AR 4, NW of jct. with AR 32                                                                           | Washington     | 96001410 |              |
| 29       | Washington Historic District                                    |      | 20. Juni 1972        | entsprechend der Stadtgrenzen von 1824                                                                | Washington     | 72000204 |              |